# Święto SKW
Święto SKW – polskie święto obchodzone corocznie 22 czerwca przez Służbę Kontrwywiadu Wojskowego, upamiętniające wyodrębnienie kontrwywiadu ze struktur wywiadu Oddziału II Naczelnego Dowództwa Wojska Polskiego w 1920 roku. Święto Służby Kontrwywiadu Wojskowego jest też hołdem dla żołnierzy i pracowników kontrwywiadu okresu międzywojennego. Z kolei 22 czerwca 2012 SKW nadano też sztandar.